# Saint-Dalmas-le-Selvage
 Saint-Dalmas-le-Selvage (in italiano, desueto, San Dalmazzo Selvatico) è un comune francese di 104 abitanti situato nel dipartimento delle Alpi Marittime della regione della Provenza-Alpi-Costa Azzurra.

## Storia
Dopo la morte della regina Giovanna I, la comunità di Saint-Dalmas-le-Selvage sostenne Carlo di Durazzo contro Luigi I d'Angiò e gli restò fedele anche dopo la resa di Aix.
Nel 1696 Vittorio Amedeo II di Savoia pretese un riscatto per confermare l'emancipazione della città e poi la dette poi in feudo comitale a Érige Émeric.
La città fu occupata dai protestanti nel 1594 e dai gallispani nel 1744, durante la guerra di successione austriaca. Fu teatro di scontri durante la rivoluzione francese e la seconda guerra mondiale.

## Società

### Evoluzione demografica
Abitanti censiti